# 中華民國陸軍花東防衛指揮部

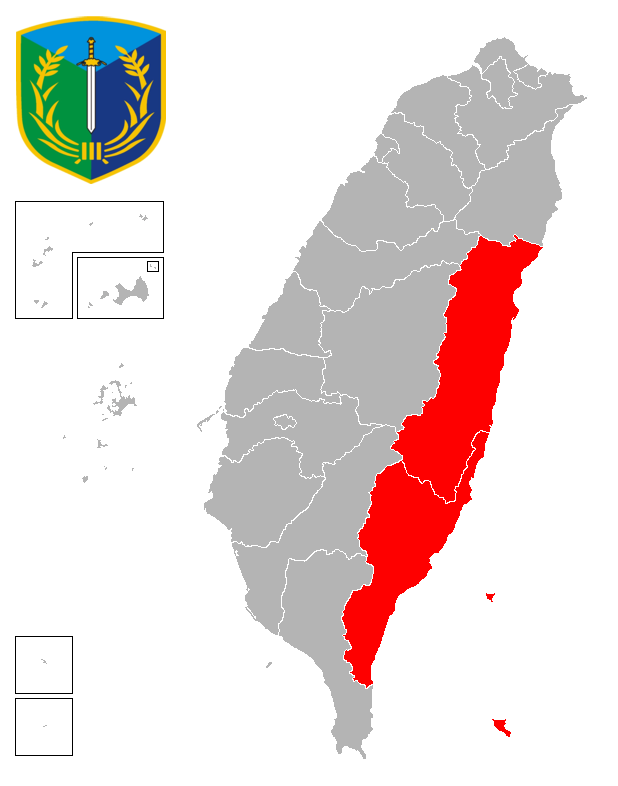
陸軍花東防衛指揮部的轄區範圍臺灣東部地區（花蓮縣、臺東縣）

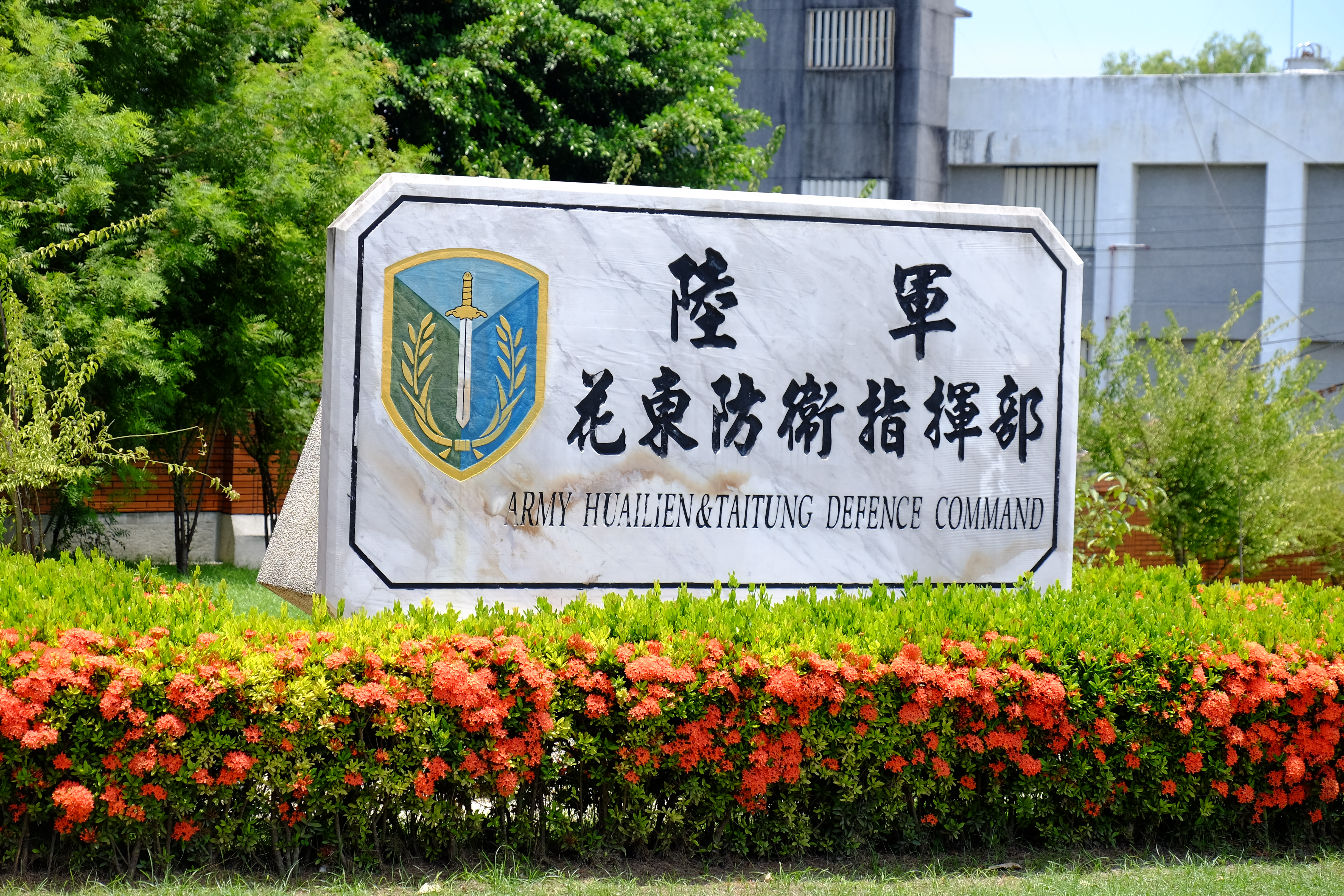
陸軍花東防衛指揮部招牌

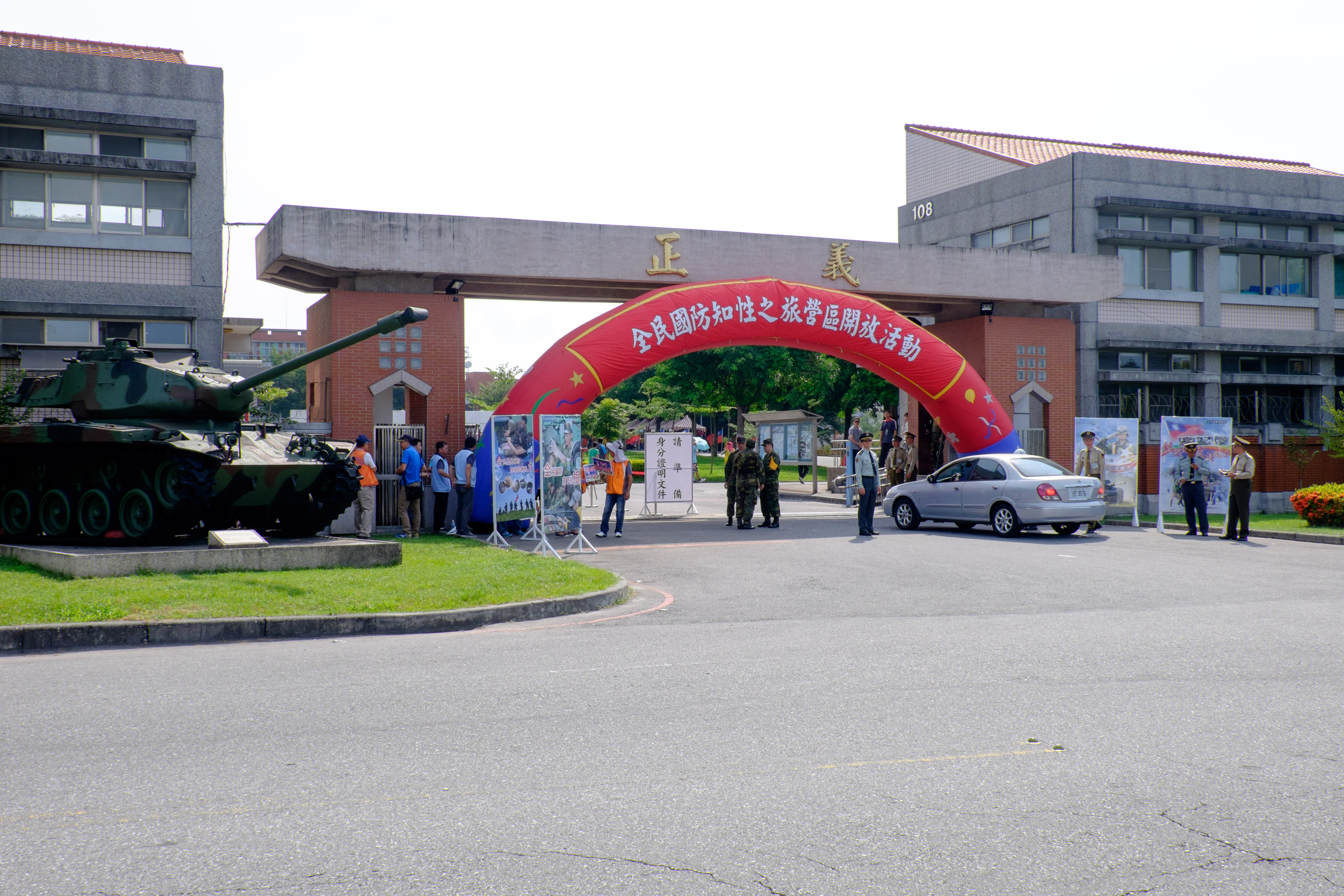
陸軍花東防衛指揮部南美崙營區

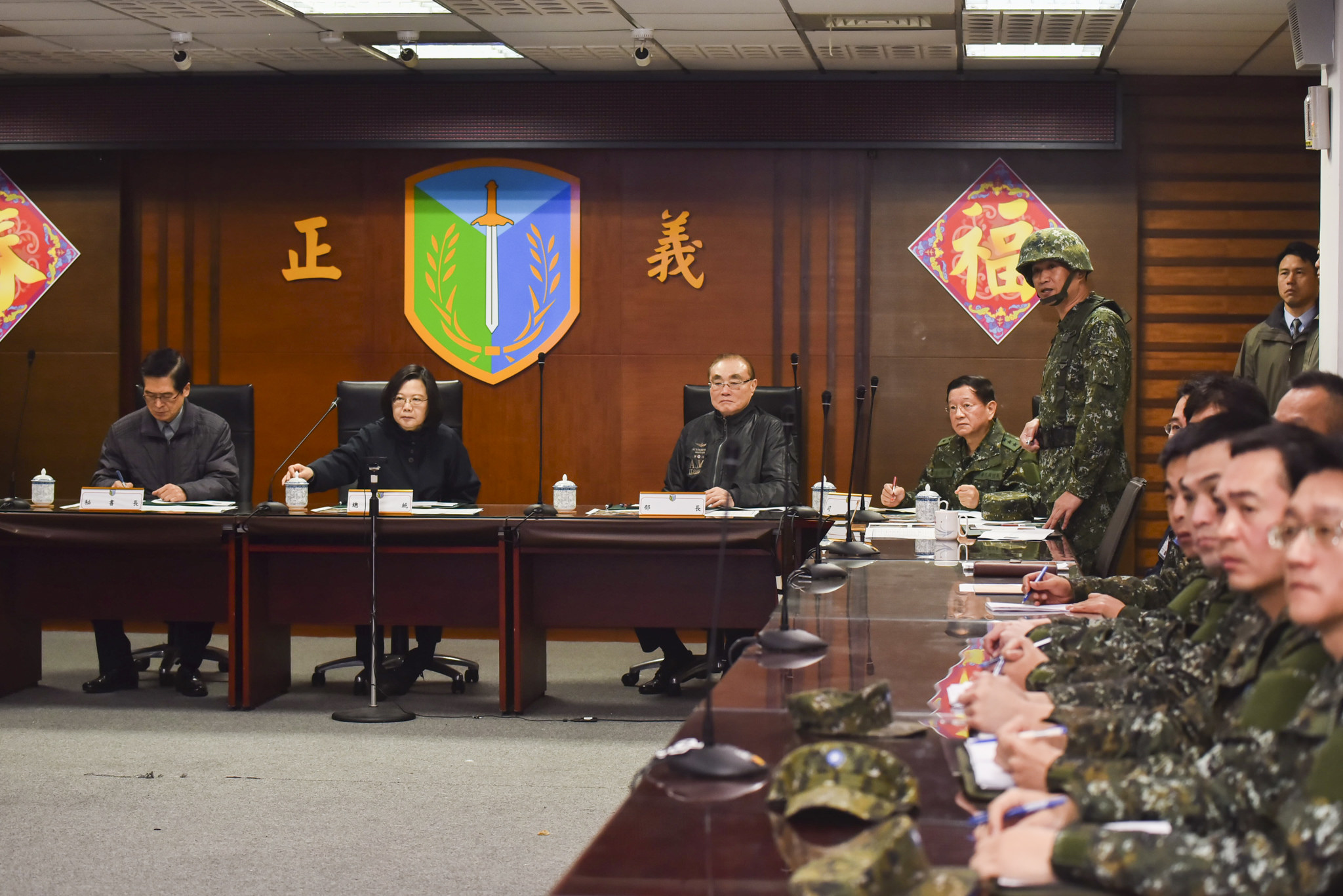
陸軍花東防衛指揮部內部（2018年花蓮地震災情簡報，攝於2018年2月7日）

陸軍花東防衛指揮部（英語：Huadong Defense Command；簡稱：「陸軍花東防衛部、陸軍花防部、花防部」，隊名：「正義部隊」），為中華民國陸軍下轄防衛指揮部之一，係中華民國國軍駐守於東臺灣（花蓮縣、臺東縣）轄區的陸軍部隊，轄區面積約8,143.824平方公里，總兵力約六千餘人，指揮官編階陸軍中將。戰時負責第二作戰區的作戰指揮和軍事管制，統一指揮作戰區內的三軍力量和警政單位。前身為陸軍第三十二軍（新竹軍）。

## 沿革

### 戡亂時期
- 1948年，在南京市成立「陸軍第六十七軍」。
- 1949年5月，與陸軍第十軍併編，改番號為「陸軍第十軍」。
- 1949年10月，移駐浙江舟山。
- 1949年11月，恢復「陸軍第六十七軍」番號，並且參加登步島戰役。
- 1950年，駐防臺灣桃園。
- 1954年，在臺灣彰化整編為「陸軍第二軍」。
- 1976年1月，更改番號為「陸軍第三十二軍」，移駐臺灣新竹。
- 1989年，因「陸精七號案」移駐臺灣花蓮，並併編陸軍步兵第210師（原駐守花蓮市），同時改編為「陸軍花東防衛司令部」。司令顏忠誠中將，隸屬陸軍總司令部。

### 精進時期
- 2006年3月，因應《國防組織法》，更銜為「陸軍花東防衛指揮部」迄今。[1]

## 事件
陸軍花東防衛指揮部復興營區於今年1月中開始施作新建大樓統包工程。2022年10月11日下午廠商施工時，挖土機在拆除面對營區大門口左邊後方的鐵皮屋下方水泥塊後，發現土堆裡埋有多具骨骸。軍方為求慎重隨即要求停工與封鎖現場，並立即通報花蓮縣警察局、臺灣花蓮地方檢察署調查偵辦，本部將配合調查釐清。
花蓮縣警察局調查，現場約有3、4具白骨，且外觀感覺年代久遠，因發現位置鄰近新城鄉第二公墓，警察初步研判可能為無主骨骸，已報請檢察官調查相驗。

### 背景
陸軍花東防衛指揮部復興營區位於花蓮縣新城鄉大漢村民有街2號。1964年（民國53年）以前為臺灣糖業公司用地，之後交由中華民國國家安全局接管。1996年、1997年（民國85年、86年）再撥交中華民國國防部，營區腹地廣大並鄰近新城鄉第二公墓、北埔車站、大漢技術學院、七星潭。因營區已使用多年，由國防部以新臺幣7億4000餘萬元招標辦理新建工程，採統包方式，新建7棟建物及附屬公共設施。復興營區今年1月中開始施作新建統包工程，建造7棟地上1層至3層大樓供官兵使用，預計2024年6月底完工。

## 指揮管轄
- 陸軍花東防衛指揮部
指揮官 一位 中將
副指揮官 一位 少將
參謀長 一位 少將
副參謀長 一位 上校
政戰主任 一位 上校
副政戰主任 一位 上校
士官督導長 一位 士官長

## 編制

### 直屬單位
- 本部連（南美崙營區）
- 防空連（南美崙營區）
- 憲兵排（南美崙營區）
- 化學兵連（南美崙營區）[5]
- 工兵連（復興北營區）
- 反裝甲連（誠信營區）
- 裝甲騎兵連（復興北營區）

### 下轄單位
- 混合砲兵營（營部連＋砲兵連×3）（復興北營區）[6]
- 戰車營（營部連＋戰車連×2+機步連×1）（復興北營區）[7]
- 機械化步兵營（營部連＋機步連×3）（南埔營區）[8]
- 步兵營（營部連＋步兵連×3）（北埔營區）

### 配屬單位
- 陸軍臺東地區指揮部（太平營區）—“鎮東部隊”  [9]（“太平部隊”[10]）指揮官 一位 少將

- 陸軍第二地區支援指揮部（美崙營區） 指揮官 一位 上校
  - 運輸兵群

## 歷任主官
| 圖像 | 姓名   | 軍階 | 任期                           |
| ---- | ------ | ---- | ------------------------------ |
|      | 顏忠誠 | 中將 | 1989年－1991年                 |
|      | 高安國 | 中將 | 1991年－1992年                 |
|      | 馬登鶴 | 中將 | 1992年－1993年                 |
|      | 畢丹   | 中將 | 1993年－1996年                 |
|      | 左耀輝 | 中將 | 1996年－1997年                 |
|      | 张铸勋 | 中將 | 1998年－1999年                 |
|      | 薛承智 | 中將 | 1999年－2000年                 |
|      | 胡捷   | 中將 | 2000年－2002年                 |
|      | 程士瑜 | 中將 | 2002年9月1日－2004年5月31日    |
|      | 李清國 | 中將 | 2004年6月1日－2006年2月15日    |
|      | 趙希平 | 中將 | 2006年2月16日－2007年9月30日   |
|      | 趙克達 | 中將 | 2007年10月1日－2009年8月31日   |
|      | 閻仁義 | 中將 | 2009年9月1日－2011年4月15日    |
|      | 陳寶餘 | 中將 | 2011年4月16日－2012年12月31日  |
|      | 全子瑞 | 中將 | 2013年1月1日－2015年6月30日    |
|      | 劉得金 | 中將 | 2015年7月1日－2015年11月30日   |
|      | 白捷隆 | 中將 | 2015年12月1日－2016年11月30日  |
|      | 賀政   | 中將 | 2016年12月1日－2018年12月15日  |
|      | 陳忠文 | 中將 | 2018年12月16日－2019年11月30日 |
|      | 李榮華 | 中將 | 2019年12月1日－2021年11月30日  |
|      | 陳建義 | 中將 | 2021年12月1日－2023年6月30日   |
|      | 俞文鎮 | 中將 | 2023年7月1日－2024年8月31日    |
|      | 劉暐欣 | 中將 | 2024年9月1日－現任             |

## 隊徽含意
- 盾形：具有堅強鞏固、精實戰力之意。
- 寶劍：象徵披堅執軛、克敵制勝之意。
- 嘉禾：代表勤勞樸實、生生不息。
- 草綠、海藍、天藍三色：草綠代表陸軍、海藍代表海軍、天藍代表空軍；象徵陸海空三軍聯合作戰及呈現中央山脈、太平洋、潔淨天空等東部地區地理特徵。

## 榮譽
- 陸軍花東防衛指揮部步兵營營長江仕文中校榮獲108年度國軍楷模。
- 陸軍花東防衛指揮部狙擊組拿下103年度國防部、司令部鑑測冠軍。